# CUS Ancona
CUS Ancona è la società polisportiva dell'Università di Ancona, membro del Centro Universitario Sportivo Italiano.